# Miss USA
Miss USA je americká soutěž krásy, která se koná od roku 1952. Vítězky reprezentují Spojené státy americké na Miss Universe, jež je spolu s Miss Teen USA její sesterskou soutěží.
Celostátnímu finále soutěže předchází kola v jednotlivých státech Unie, jejichž vítězky pak po celý rok nosí titul Miss daného státu USA.

## Historie
První Miss USA se konala v roce 1952 na Long Beach, stát Kalifornie. Vznikla jako konkurence soutěži Miss America, která je na světě již od roku 1923. Zakladatelkou soutěže se stala Yolande Fox, která byla mimo jiné i Miss America 1951 a prostředky na založení soutěže Miss USA získala z peněz, které dostala od organizace soutěže Miss America, když jejich soutěž vyhrála. Od té doby vystřídala soutěž několik majitelů, až ji v roce 1996 koupil Donald Trump a jejím vlastníkem je dodnes.
První soutěže Miss USA se zúčastnilo pouze třicet států a až do roku 1970 trvalo, než se počet účastnic ustálil na dnešních 51 (50 států a Kolumbijský distrikt).

## Doprovodné soutěže
Doprovodné soutěže, jež hlavní soutěž provázejí. jsou organizovány od úplného počátku. Miss Photogenic (Miss Foto) od roku 1956 a Miss Congeniality (Miss Sympatie) od roku 1952. V prvních letech se stávalo, že doprovodnou cenu mohla vyhrát dívka soutěžící na Miss Universe, protože tyto soutěže se konaly současně, ale doprovodná soutěž pro obě byla jenom jedna.

### Miss Photogenic
Poprvé byla tato miss zvolena v roce 1956, kdy ji volili novináři. Od roku 1996 se Miss Photogenic volí přes internet. Pouze jednou v historii skončila soutěž nerozhodně, a to v roce 1980. Miss Photogenic vyhrála současně na Miss USA i Miss Teen USA jediná dívka – Cristin Duren z Floridy. V roce 1997 zvítězila na Miss Teen USA a roku 2006 na Miss USA, kde navíc skončila na 5. místě. Zatím nejvíce vítězství v počtu šesti má stát Virginie.

### Miss Congeniality
Cena se uděluje nejsympatičtější dívce. Volí ji samotné soutěžící. Vítězka má podle nich přinášet nejlepší atmosféru v přípravě a nejvíce ostatním pomáhat. Nejúspěšnější jsou zatím dívky reprezentující stát Vermont. Na svém kontě mají pět ocenění.
V roce 1981 Cynthia Kerby, Miss Kalifornie, vyhrála jak Miss Photogenic, tak Miss Congeniality a navíc skončila v soutěži na 4. místě.

## Seznam vítězek
| Miss USA | Miss USA               | Miss USA             | Miss USA                  | Miss USA |
| Rok      | vítězka                | stát / D.C.          | umístění na Miss Universe | poznámky |
| -------- | ---------------------- | -------------------- | ------------------------- | --- |
| 1952     | Jackie Loughery        | New York             | Semifinále                | |
| 1953     | Myrna Hansen           | Illinois             | 1. vicemiss               | |
| 1954     | Mirian Stevenson       | Jižní Karolína       | vítězka                   | V roce 1954 nebylo zavedeno pravidlo, že pokud se vítězka stane Miss Universe, 1. vicemiss ji nahradí             |
| 1955     | Carlene Johnson        | Vermont              | Semifinále                | |
| 1956     | Carol Morris           | Iowa                 | vítězka                   | V roce 1956 nebylo zavedeno pravidlo, že pokud se vítězka stane Miss Universe, 1. vicemiss ji nahradí             |
| 1957     | Mary Leona Gage        | Maryland             | Bez umístění              | Během soutěže Miss Universe jí byla korunka odebrána, protože bylo zjištěno, že je vdaná a má dvě děti            |
| 1957     | Charlotte Sheffield    | Utah                 | Bez umístění              | Nahradila Mary Leonu Gage poté, co jí byla odebrána korunka                                                       |
| 1958     | Eurlene Howell         | Louisiana            | 3. vicemiss               | |
| 1959     | Terry Huntingdon       | Kalifornie           | 2. vicemiss               | |
| 1960     | Linda Bement           | Utah                 | Vítězka                   | V roce 1960 nebylo zavedeno pravidlo, že pokud se vítězka stane Miss Universe 1. vicemiss ji nahradí              |
| 1961     | Sharon Brown           | Louisiana            | 4. vicemiss               | |
| 1962     | Macel Leilani Wilson   | Havaj                | Semifinále                | |
| 1963     | Marite Ozers           | Illinois             | Semifinále                | |
| 1964     | Bobbi Johnson          | District of Columbia | Semifinále                | |
| 1965     | Sue Ann Downey         | Ohio                 | 2. vicemiss               | |
| 1966     | Maria Remenyi          | Kalifornie           | Semifinále                | |
| 1967     | Sylvia Hitchcock       | Alabama              | Vítězka                   | |
| 1967     | Cheryl Patton          | Florida              |                           | Nahradila Sylvii Hitchcock, po jejím vítězství na Miss Universe                                                   |
| 1968     | Dorothy Anstett        | Washington           | 4. vicemiss               | |
| 1969     | Wendy Dascomb          | Virginie             | Semifinále                | |
| 1970     | Deborah Shelton        | Virginie             | 1. vicemiss               | |
| 1971     | Michele McDonald       | Pensylvánie          | Semifinále                | |
| 1972     | Tanya Wilson           | Havaj                | Semifinále                | |
| 1973     | Amanda Jones           | Illinois             | 1. vicemiss               | |
| 1974     | Karen Morrison         | Illinois             | Semifinále                | |
| 1975     | Summer Bartholomew     | Kalifornie           | 2. vicemiss               | |
| 1976     | Barbara Petersen       | Minnesota            | Bez umístění              | |
| 1977     | Kimberly Tomes         | Texas                | Semifinále                | |
| 1978     | Judi Anderson          | Havaj                | 1. vicemiss               | |
| 1979     | Mary Freil             | New York             | Semifinále                | |
| 1980     | Shawn Weatherly        | Jižní Karolína       | Vítězka                   | |
| 1980     | Jineane Ford           | Arizona              |                           | Nahradila Shawn Weatherly, po jejím vítězství na Miss Universe                                                    |
| 1981     | Kim Seelbrede          | Ohio                 | Semifinále                | |
| 1982     | Terri Utley            | Arkansas             | 4. vicemiss               | |
| 1983     | Julie Hayek            | Kalifornie           | 1. vicemiss               | |
| 1984     | Mai Shanley            | Nové Mexiko          | Semifinále                | |
| 1985     | Laura Martinez-Harring | Texas                | Semifinále                | |
| 1986     | Christy Fichtner       | Texas                | 1. vicemiss               | |
| 1987     | Michelle Royer         | Texas                | 2. vicemiss               | |
| 1988     | Courtney Gibbs         | Texas                | Top 10                    | |
| 1989     | Gretchen Polhemus      | Texas                | 2. vicemiss               | |
| 1990     | Carole Gistová         | Michigan             | 1. vicemiss               | |
| 1991     | Kelli McCartyová       | Kansas               | Top 6                     | |
| 1992     | Shannon Marketicová    | Kalifornie           | Top 10                    | |
| 1993     | Kenya Mooreová         | Michigan             | Top 6                     | |
| 1994     | Lu Parkerová           | Jižní Karolína       | Top 6                     | |
| 1995     | Chelsi Smithová        | Texas                | Vítězka                   | |
| 1995     | Shanna Moaklerová      | New York             |                           | Nahradila Chelsi Smith, po jejím vítězství na Miss Universe                                                       |
| 1996     | Ali Landryová          | Louisiana            | Top 6                     | |
| 1997     | Brook Mahealani Leeová | Havaj                | Vítězka                   | |
| 1997     | Brandi Sherwoodová     | Idaho                |                           | Nahradila Brook Lee, po jejím vítězství na Miss Universe. Je jediná, která se stala Miss Teen USA a také Miss USA |
| 1998     | Shawnae Jebbiaová      | Massachusetts        | Top 5                     | |
| 1999     | Kimberly Presslerová   | New York             | Bez umístění              | |
| 2000     | Lynnette Coleová       | Tennessee            | Top 5                     | |
| 2001     | Kandace Kruegerová     | Texas                | 2. vicemiss               | |
| 2002     | Shauntay Hintonová     | District of Columbia | Bez umístění              | |
| 2003     | Susie Castilloová      | Massachusetts        | Top 15                    | |
| 2004     | Shandi Finnesseyová    | Missouri             | 1. vicemiss               | |
| 2005     | Chelsea Cooleyová      | Severní Karolína     | Top 10                    | |
| 2006     | Tara Connerová         | Kentucky             | 4. vicemiss               | |
| 2007     | Rachel Smithová        | Tennessee            | 4. vicemiss               | |
| 2008     | Crystle Stewartová     | Texas                | Top 10                    | |
| 2009     | Kristen Dalton         | Severní Karolína     | Top 10                    | |
| 2010     | Rima Fakih             | Michigan             | bez umístění              | |
| 2011     | Alyssa Campanellaová   | Kalifornie           | TOP 16                    | |
| 2012     | Nana Meriwetherová     | Maryland             | nesoutěžila               | Miss USA se stala poté, co Culpoová vyhrála Miss Universe                                                         |
| 2012     | Olivia Culpoová        | Rhode Island         | vítězka                   | |
| 2013     | Erin Bradyová          | Connecticut          | Top 10                    | |
| 2014     | Nia Sanchezová         | Nevada               | 1. vicemiss               | |
| 2015     | Olivia Jordanová       | Oklahoma             | 2. vicemiss               | |
| 2016     | Deshauna Barberová     | District of Columbia | Top 9                     | |
| 2017     | Kára McCulloughová     | District of Columbia | Top 10                    | |
| 2018     | Sarah Rose Summersová  | Nebraska             | Top 20                    | |
| 2019     | Cheslie Krystová       | Severní Karolína     | Top 10                    | |
| 2020     | Asya Branchová         | Mississippi          | Top 21                    | |
| 2021     | Elle Smithová          | Kentucky             | Top 10                    | |

## Galerie vítězek

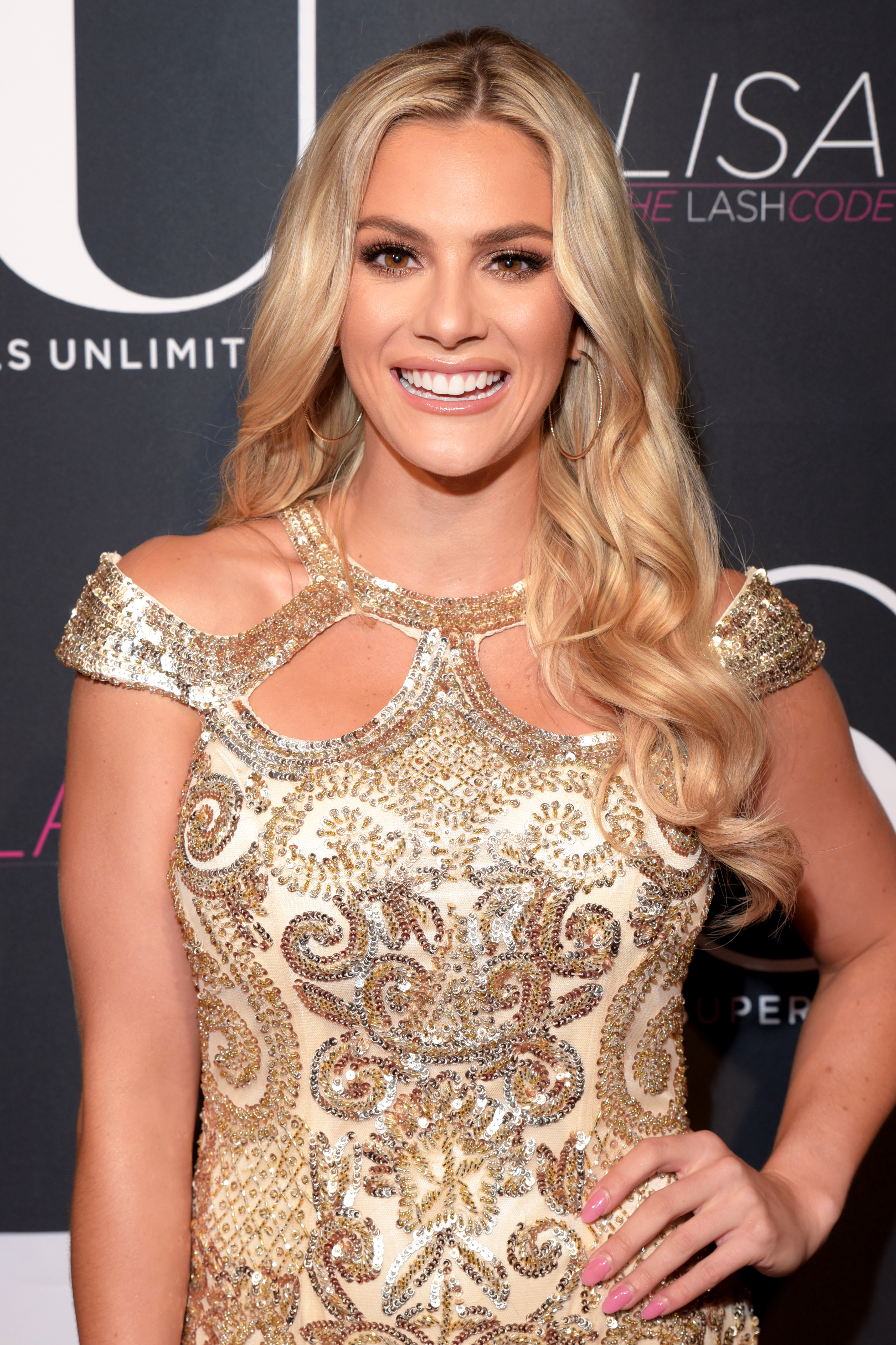
Miss USA 2018 Sarah Rose Summersová Miss Nebraska
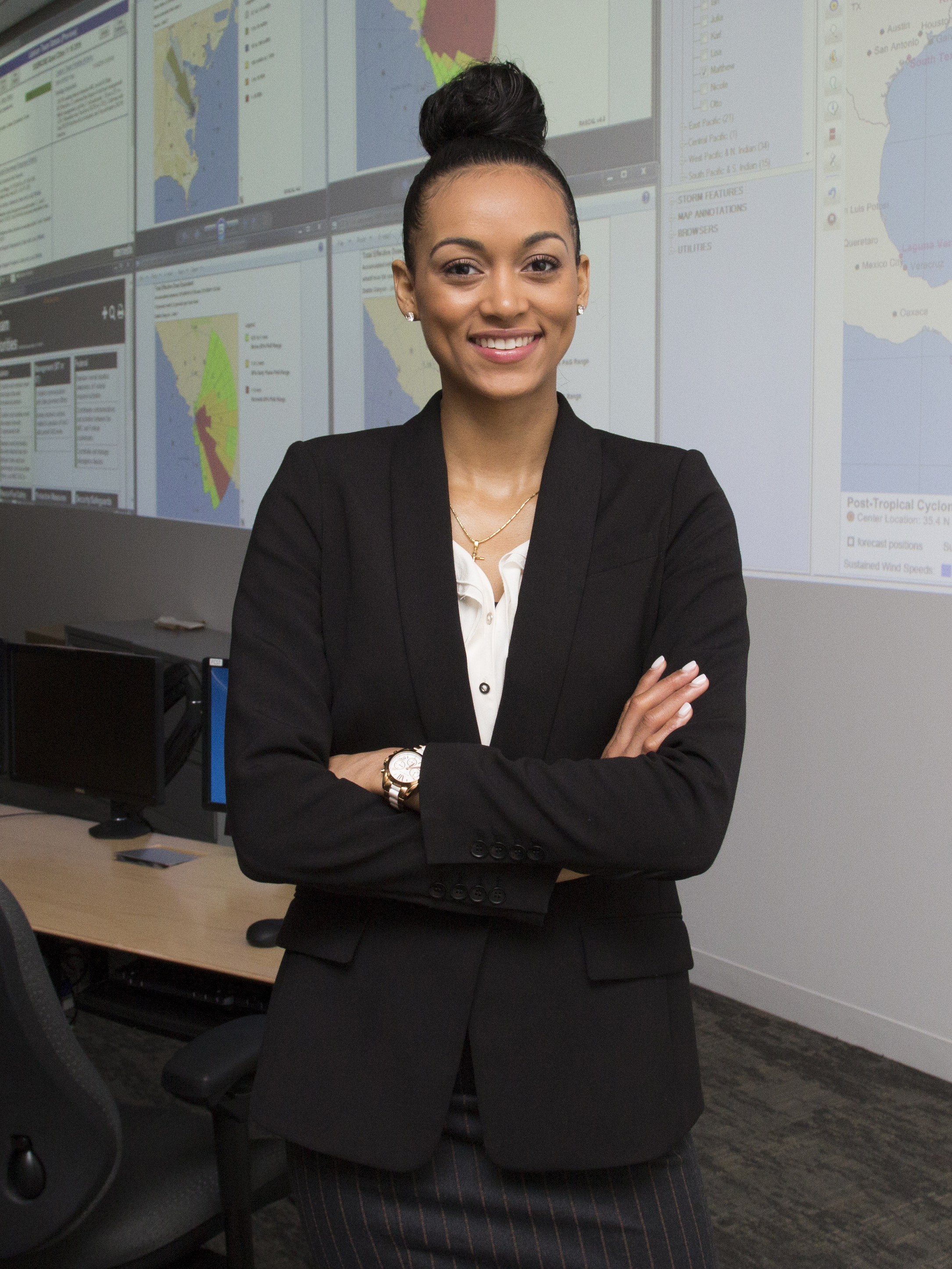
Miss USA 2017 Kára McCulloughová Miss  District of Columbia
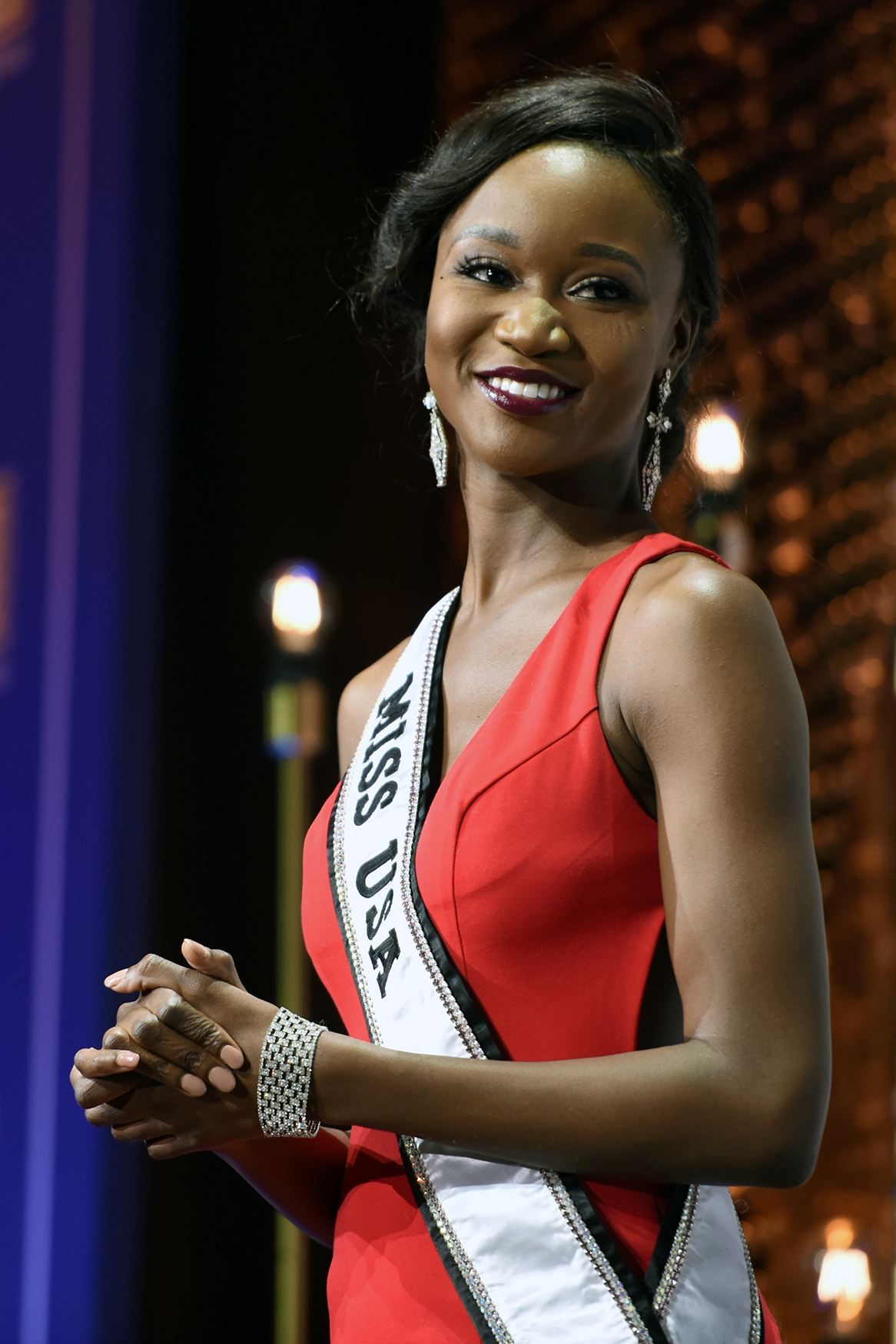
Miss USA 2016 Deshauna Barberová Miss District of Columbia
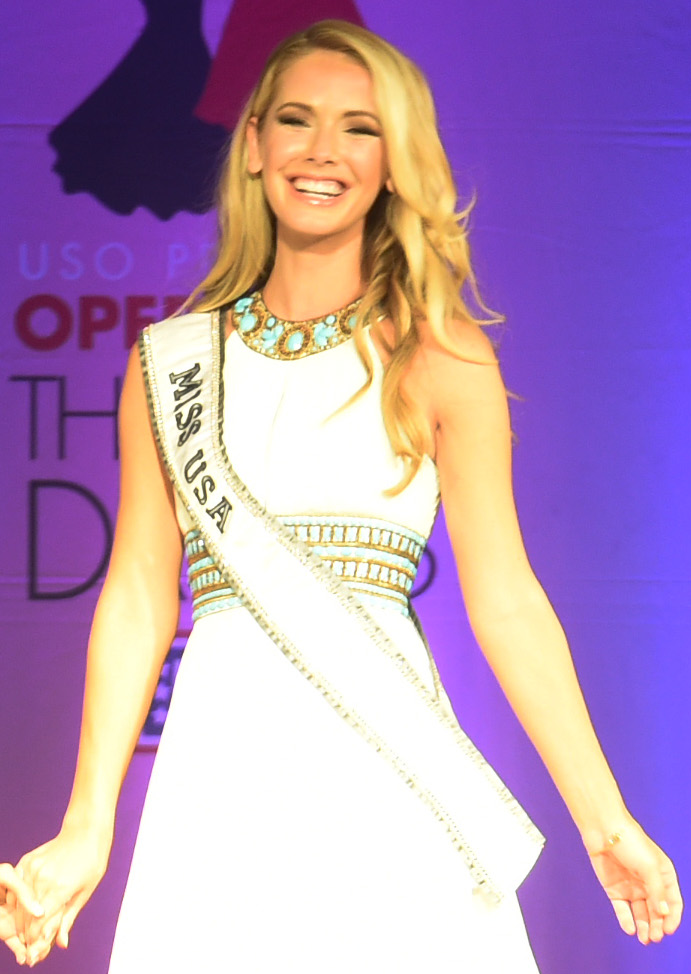
Miss USA 2015 Olivia Jordanová Miss Oklahoma
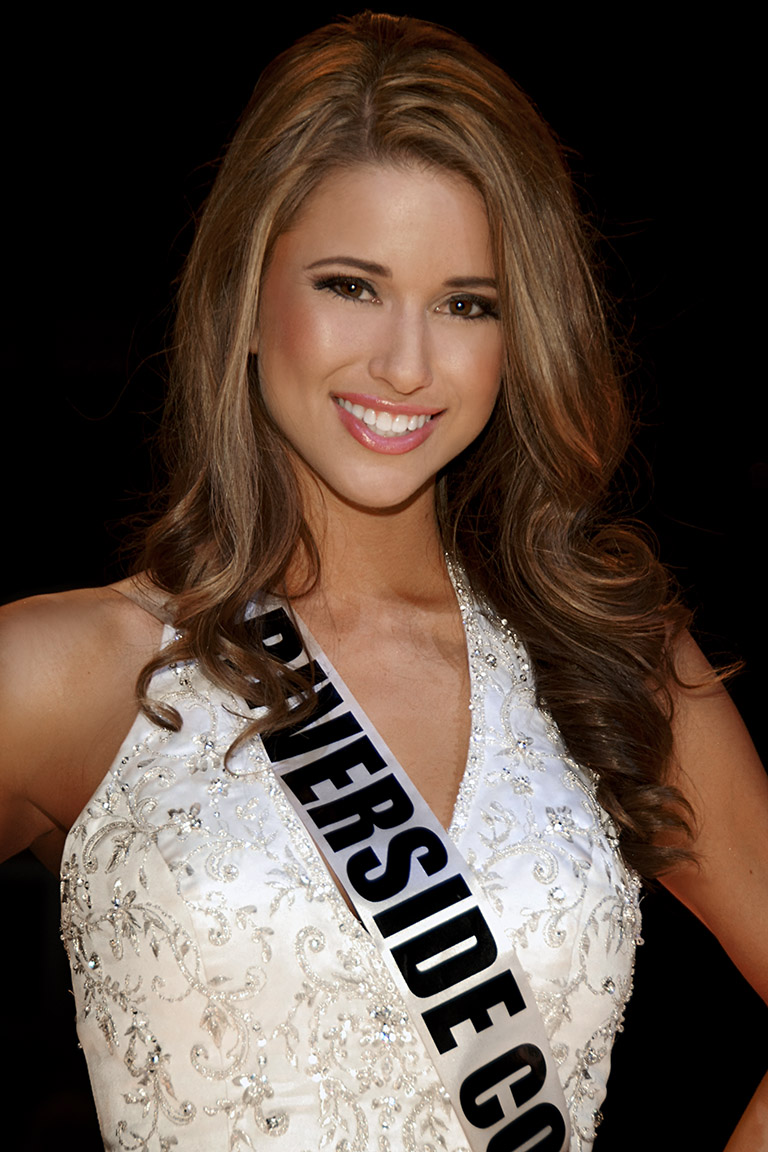
Miss USA 2014 Nia Sanchezová Miss Nevada
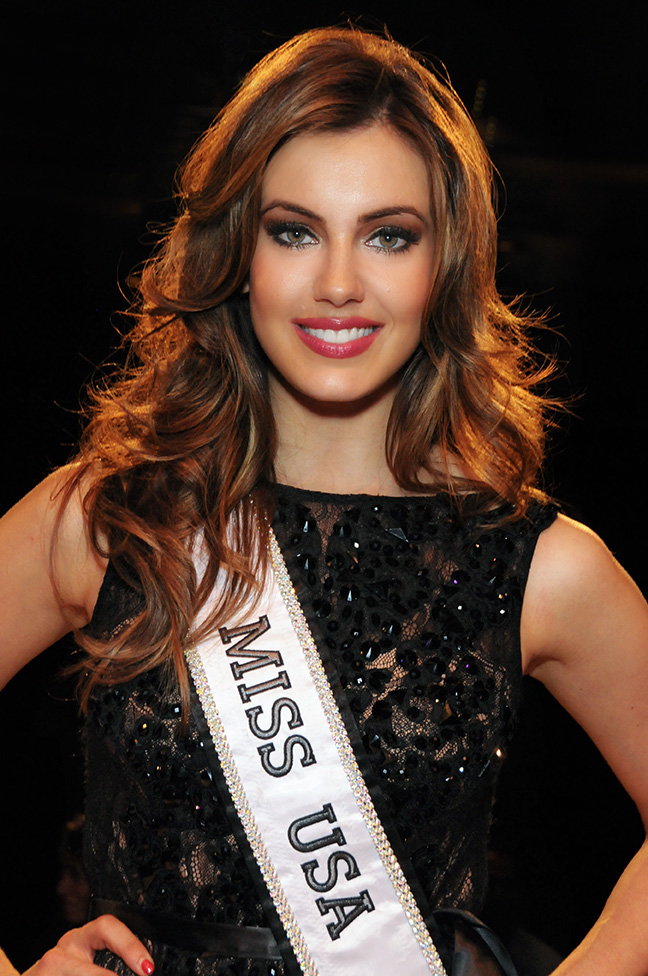
Miss USA 2013 Erin Bradyová Miss Connecticutu
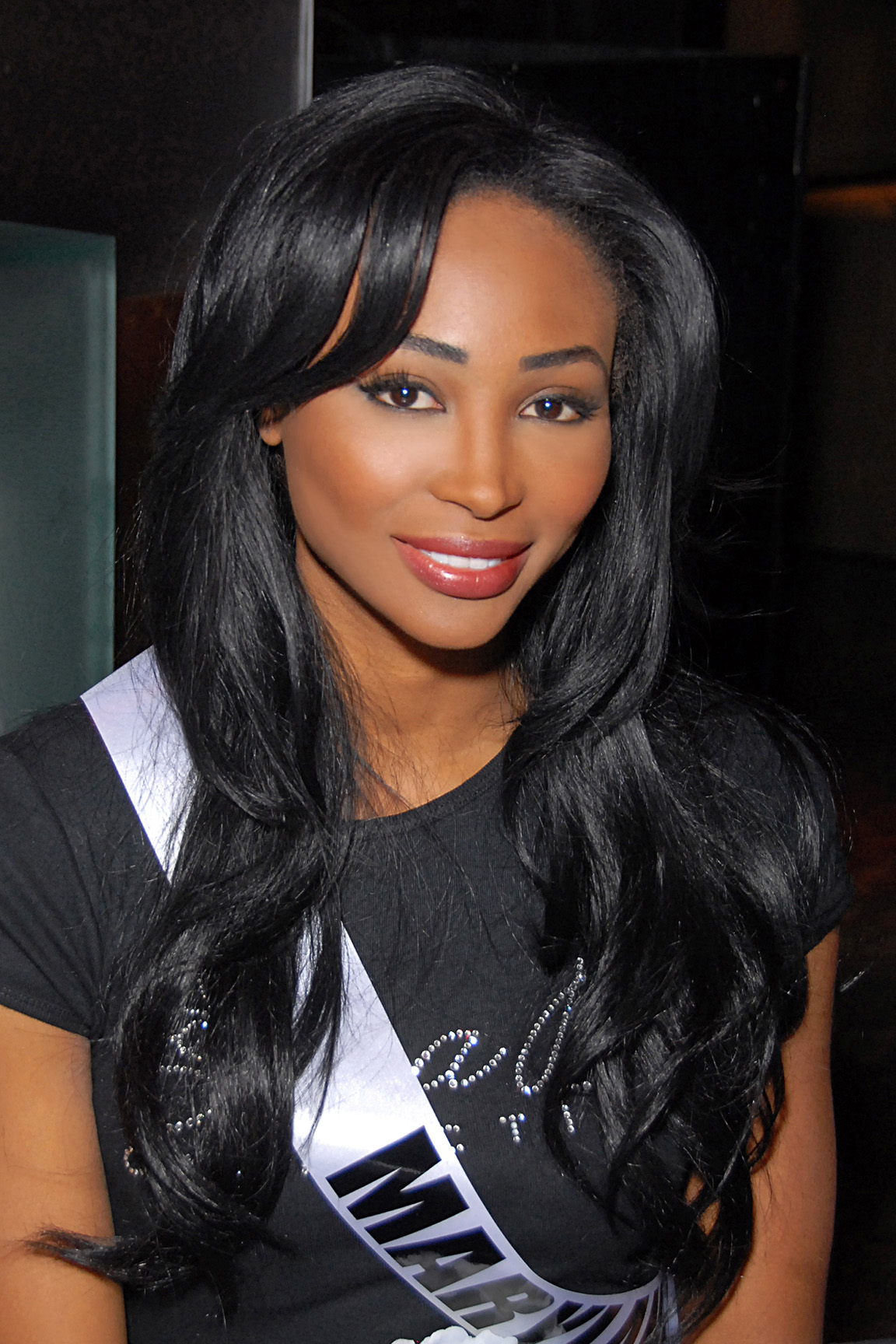
Miss USA 2012 Nana Meriwether Miss Marylandu
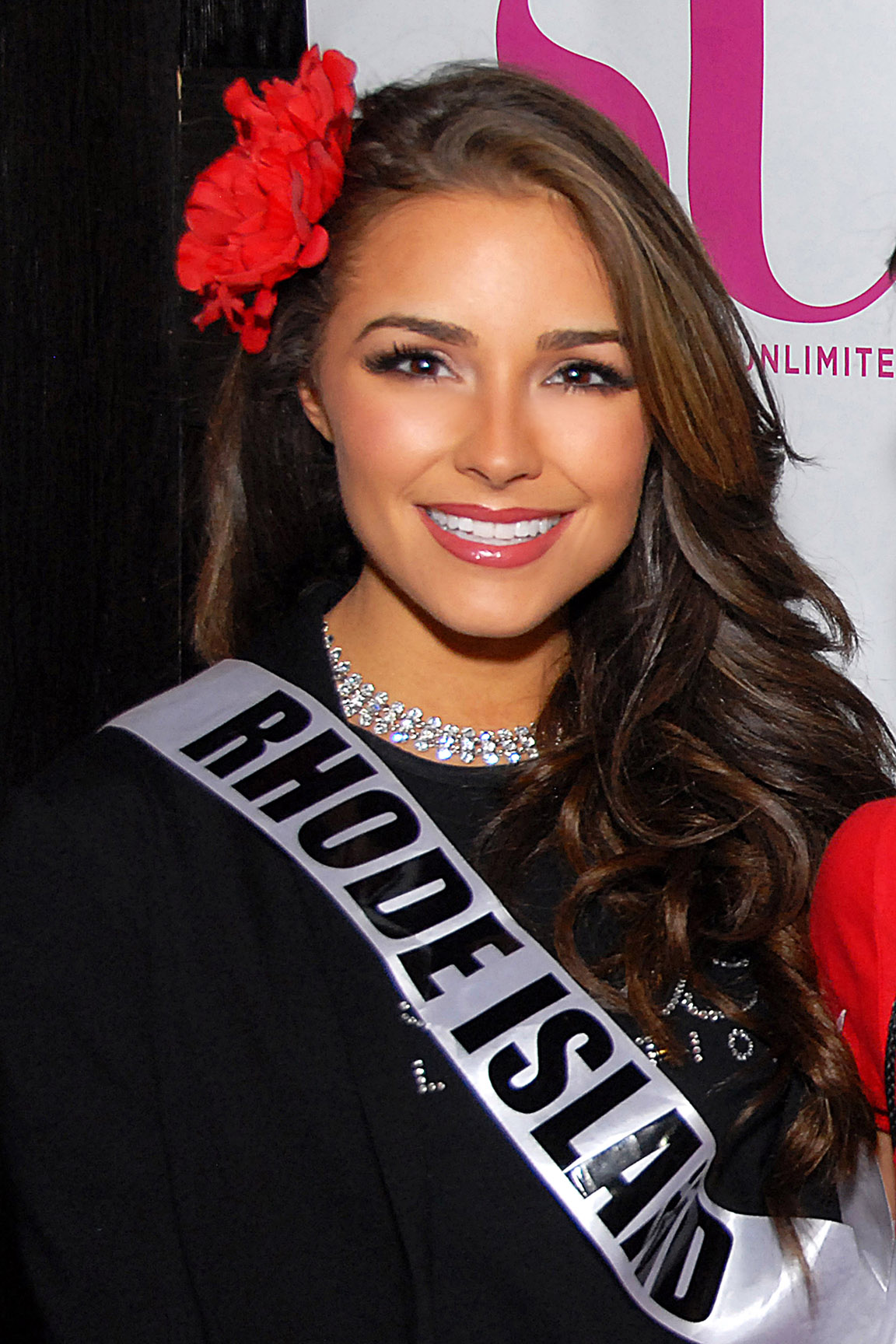
Miss Universe 2012 Olivia Culpoová Miss Rhode Islandu
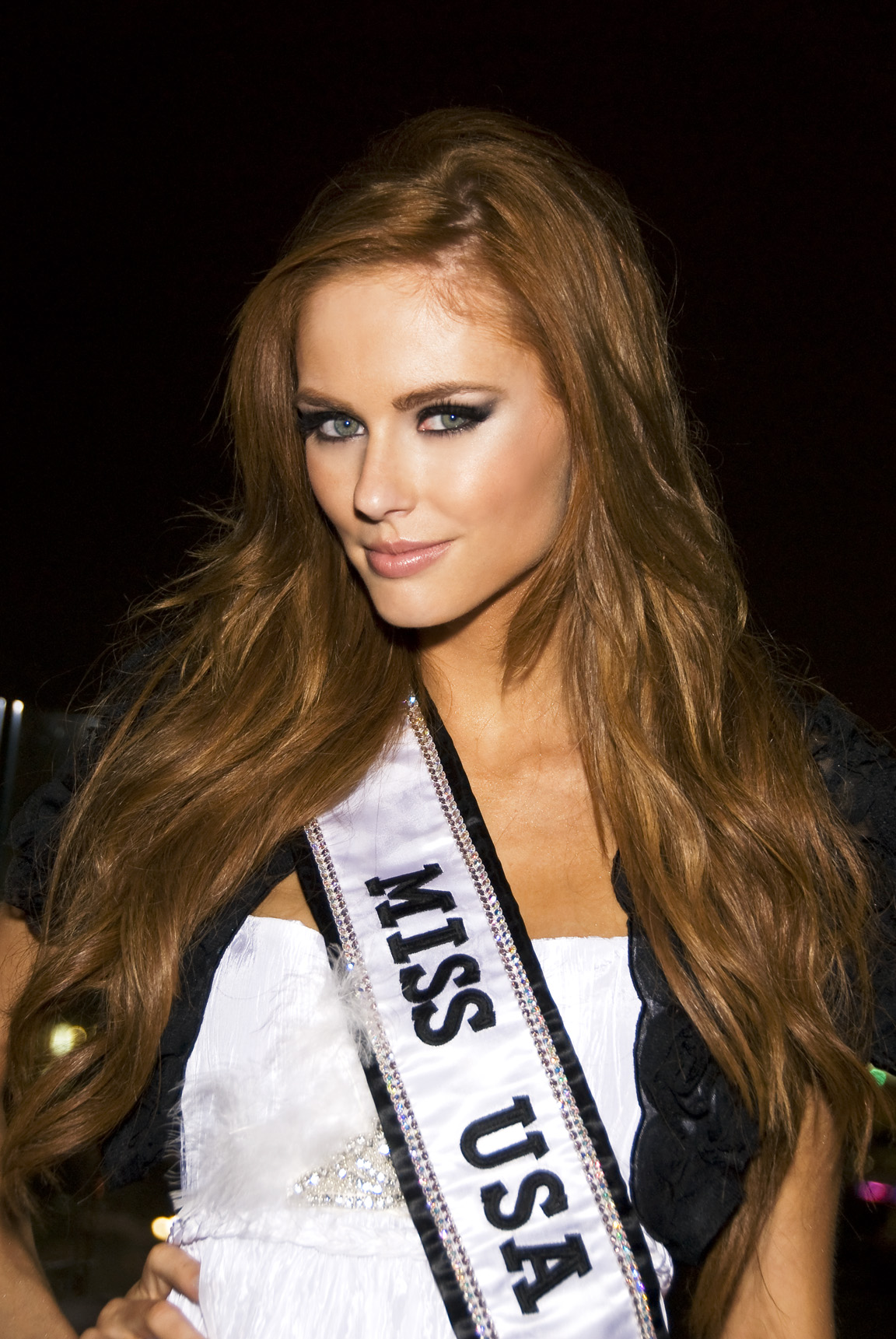
Miss USA 2011 Alyssa Campanella Miss Kalifornie
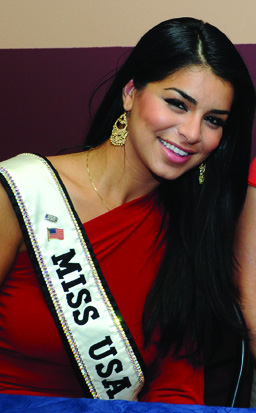
Miss USA 2010 Rima Fakih Miss Michiganu
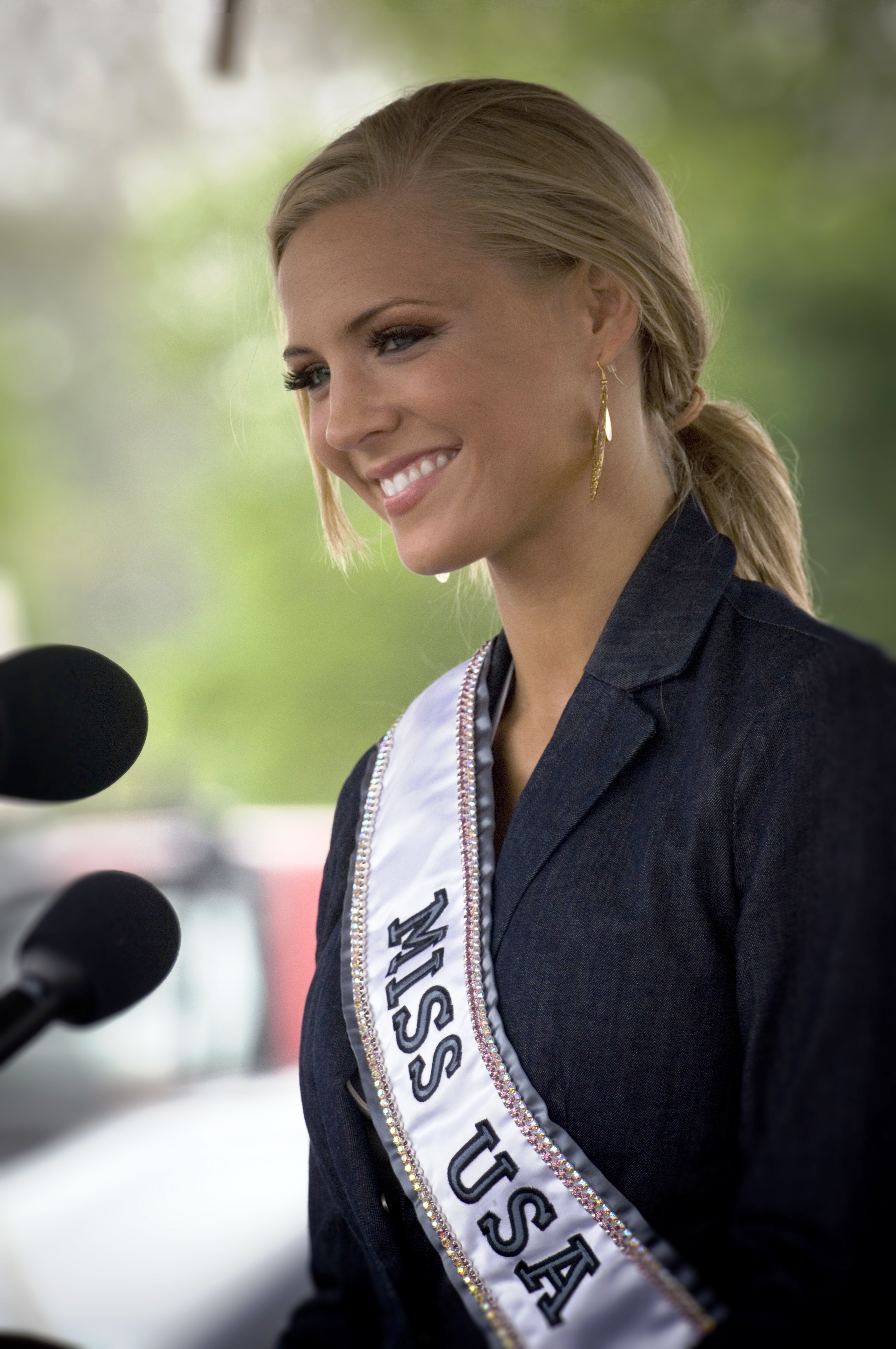
Miss USA 2009 Kristen Dalton Miss Severní Karolíny
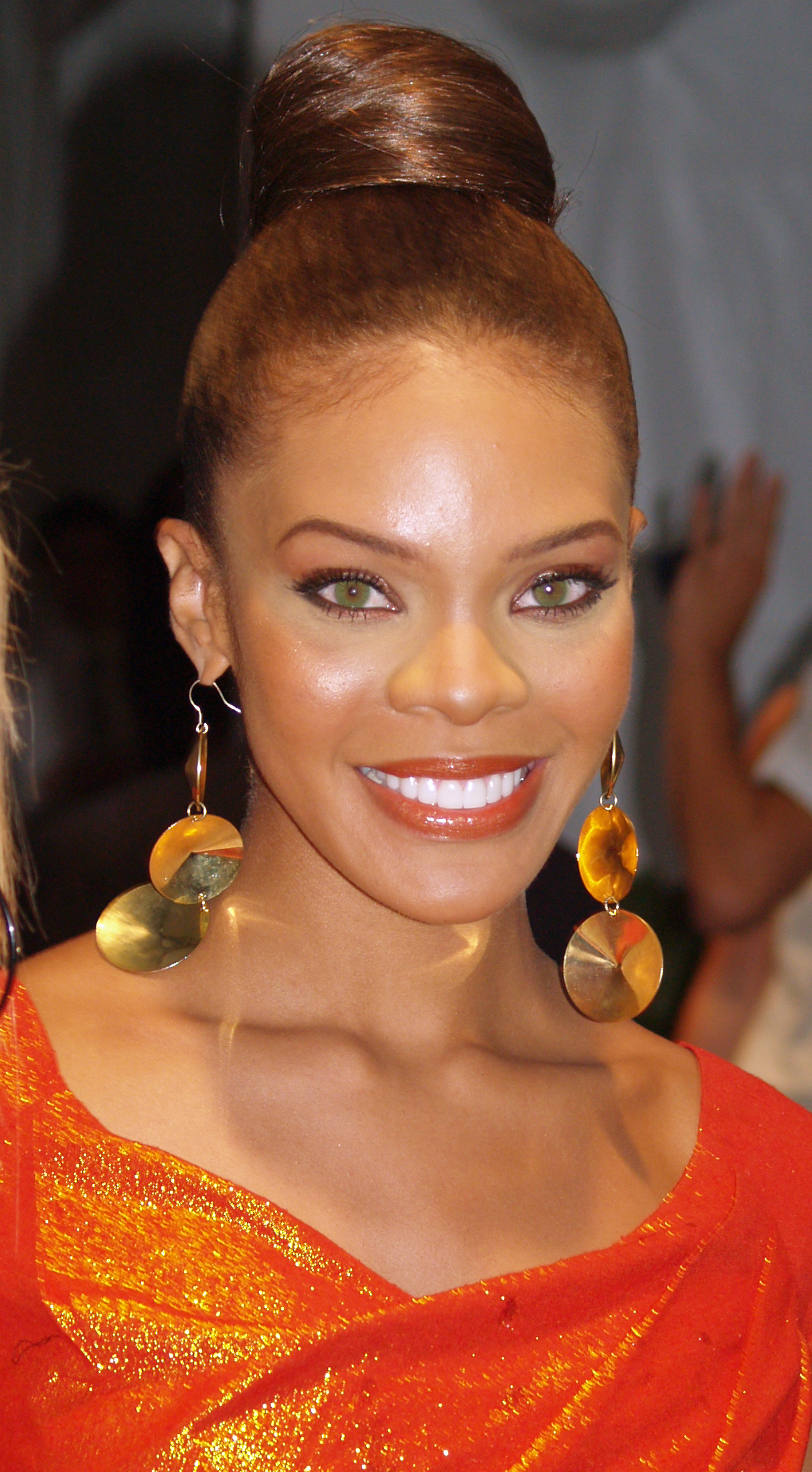
Miss USA 2008 Crystle Stewartová Miss Texasu
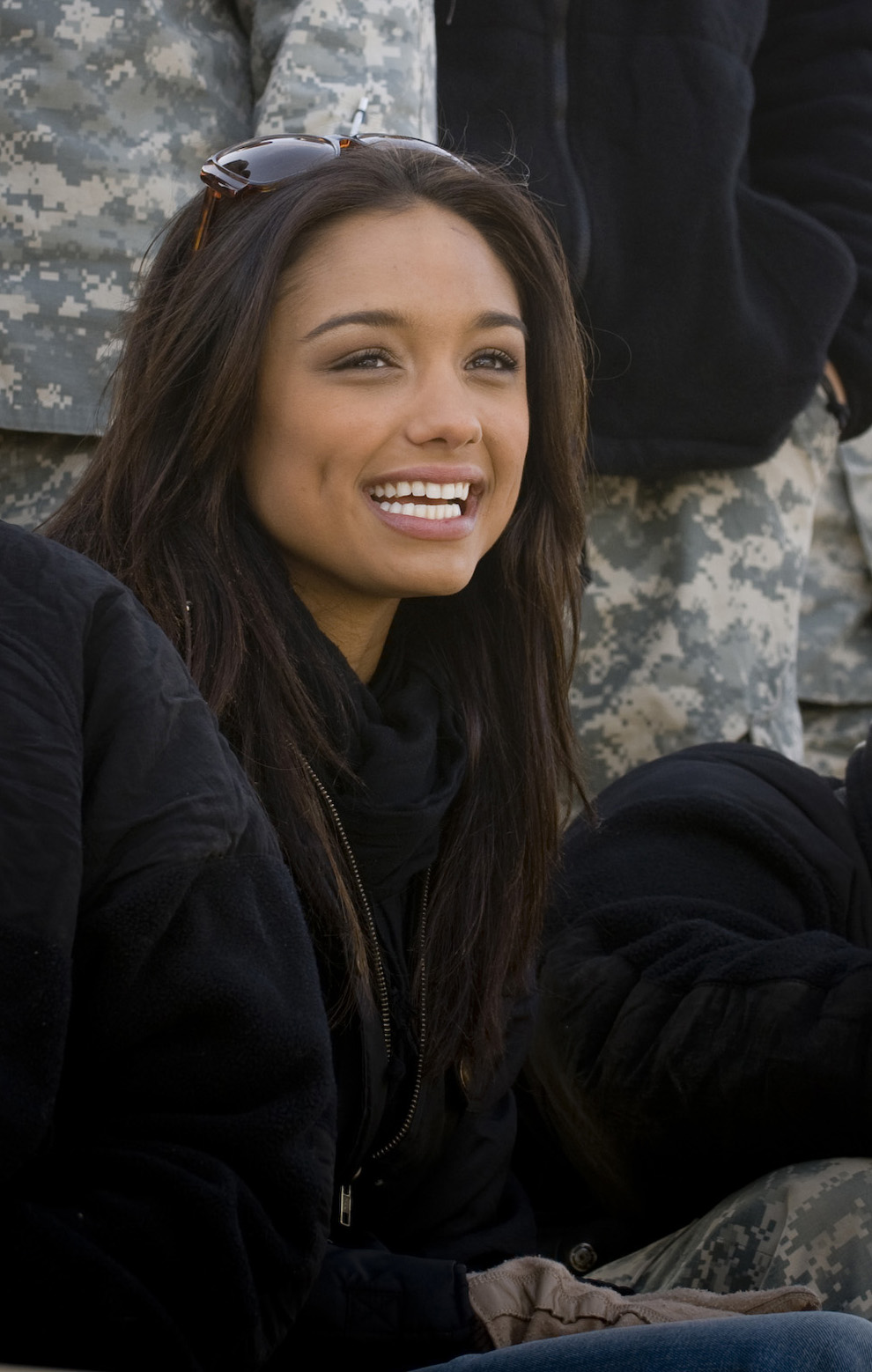
Miss USA 2007 Rachel Smithová Miss Tennessee
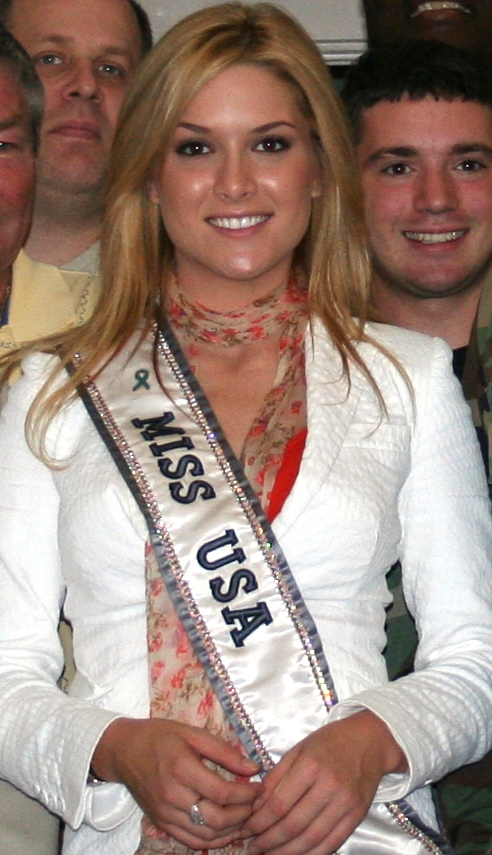
Miss USA 2006 Tara Connerová Miss Kentucky
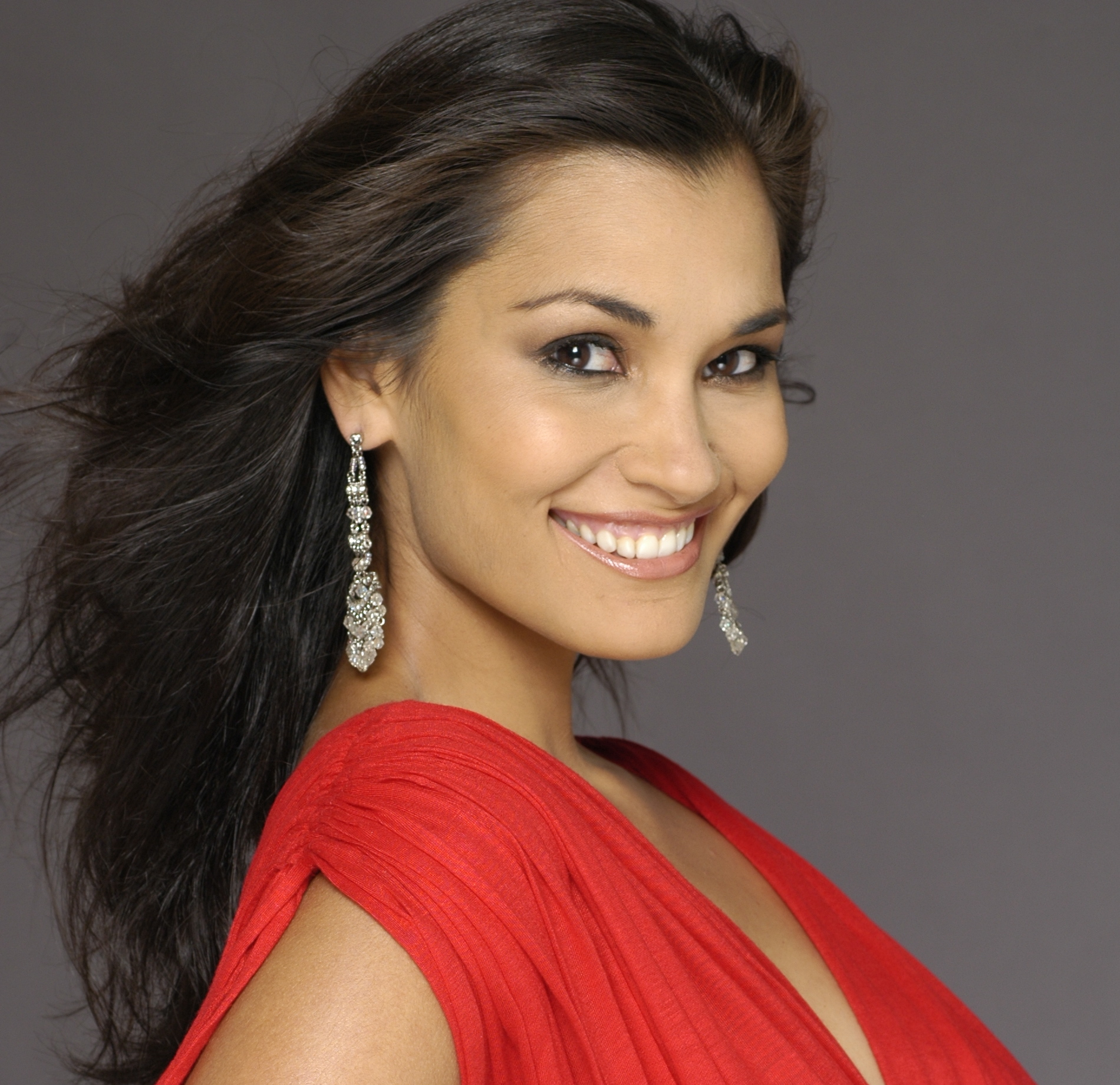
Miss Universe 1997 Brook Leeová Miss Hawaii
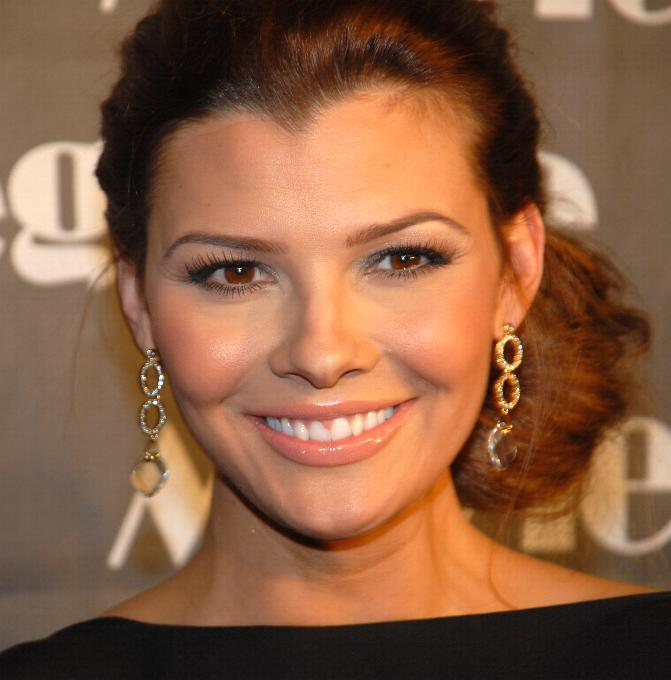
Miss USA 1996 Ali Landryová Miss Louisiany
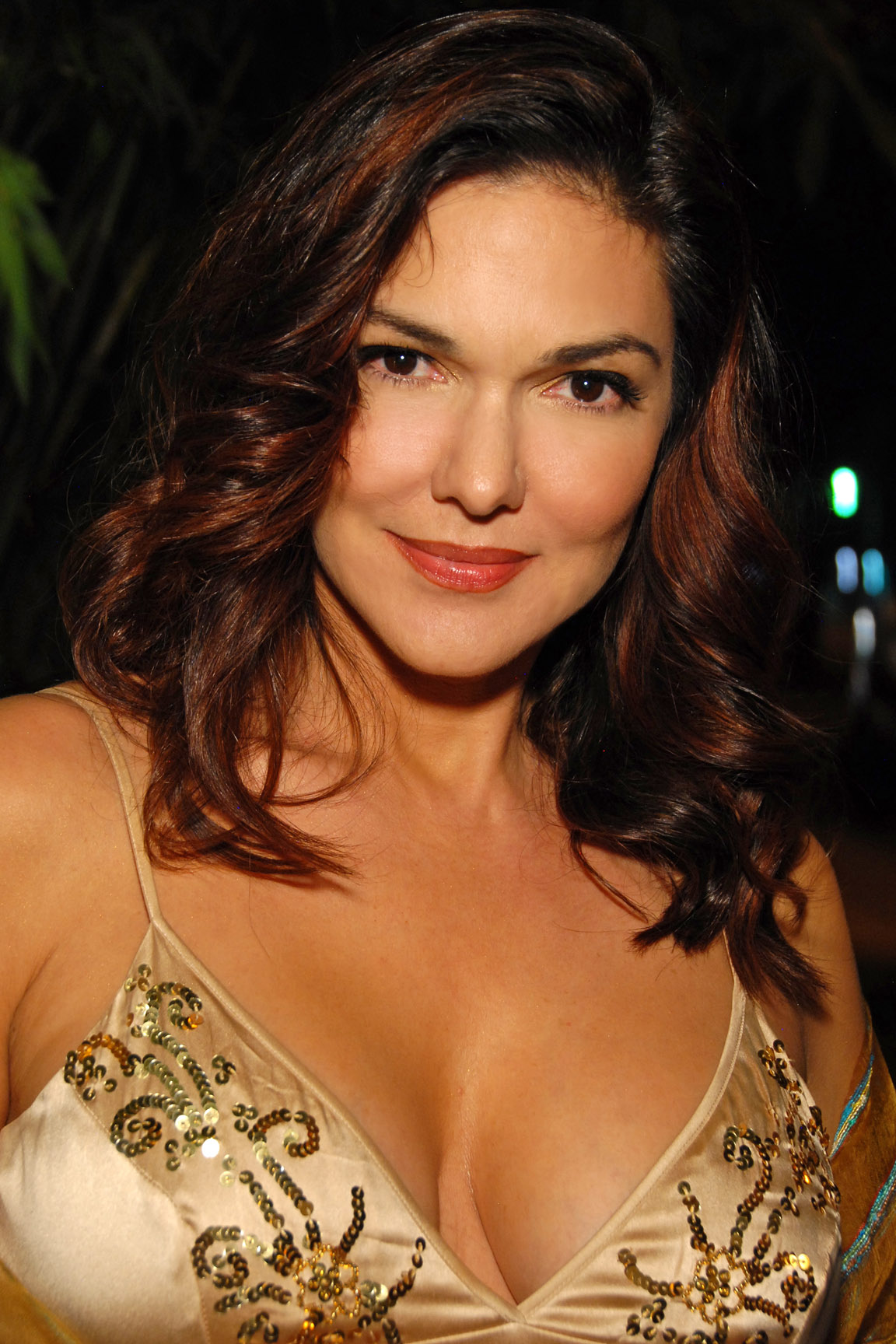
Miss USA 1985 Laura Harringová Miss Texasu

## Počty vítězství podle států Unie
| Miss USA             | Miss USA        | Miss USA                                      |
| stát Unie / D.C.     | počet vítězství | rok vítězství                                 |
| -------------------- | --------------- | --------------------------------------------- |
| Texas                | 9               | 1977 1985 1986 1987 1988 1989 1995+ 2001 2008 |
| Kalifornie           | 6               | 1959 1966 1975 1983 1992 2011                 |
| Havaj                | 4               | 1962 1972 1978 1997+                          |
| Illinois             | 4               | 1953 1963 1973 1974                           |
| Kolumbijský distrikt | 4               | 1964 2002 2016 2017                           |
| New York             | 4               | 1952 1979 1995^ 1999                          |
| Jižní Karolína       | 3               | 1954+ 1980+ 1994                              |
| Louisiana            | 3               | 1958 1961 1996                                |
| Severní Karolína     | 3               | 2005 2009 2019                                |
| Kentucky             | 2               | 2006 2021                                     |
| Massachusetts        | 2               | 1998 2003                                     |
| Maryland             | 2               | 1957 (sesazena), 2012                         |
| Michigan             | 2               | 1990 1993                                     |
| Ohio                 | 2               | 1965 1981                                     |
| Tennessee            | 2               | 2000 2007                                     |
| Virginie             | 2               | 1969 1970                                     |
| Utah                 | 2               | 1957~ 1960+                                   |
| Alabama              | 1               | 1967+                                         |
| Arkansas             | 1               | 1982                                          |
| Arizona              | 1               | 1980^                                         |
| Connecticut          | 1               | 2013                                          |
| Florida              | 1               | 1967^                                         |
| Idaho                | 1               | 1997^                                         |
| Iowa                 | 1               | 1956+                                         |
| Kansas               | 1               | 1991                                          |
| Minnesota            | 1               | 1976                                          |
| Mississippi          | 1               | 2020                                          |
| Missouri             | 1               | 2004                                          |
| Nevada               | 1               | 2014                                          |
| Nové Mexiko          | 1               | 1984                                          |
| Oklahoma             | 1               | 2015                                          |
| Rhode Island         | 1               | 2012                                          |

Legenda
+ Vítězka Miss Universe

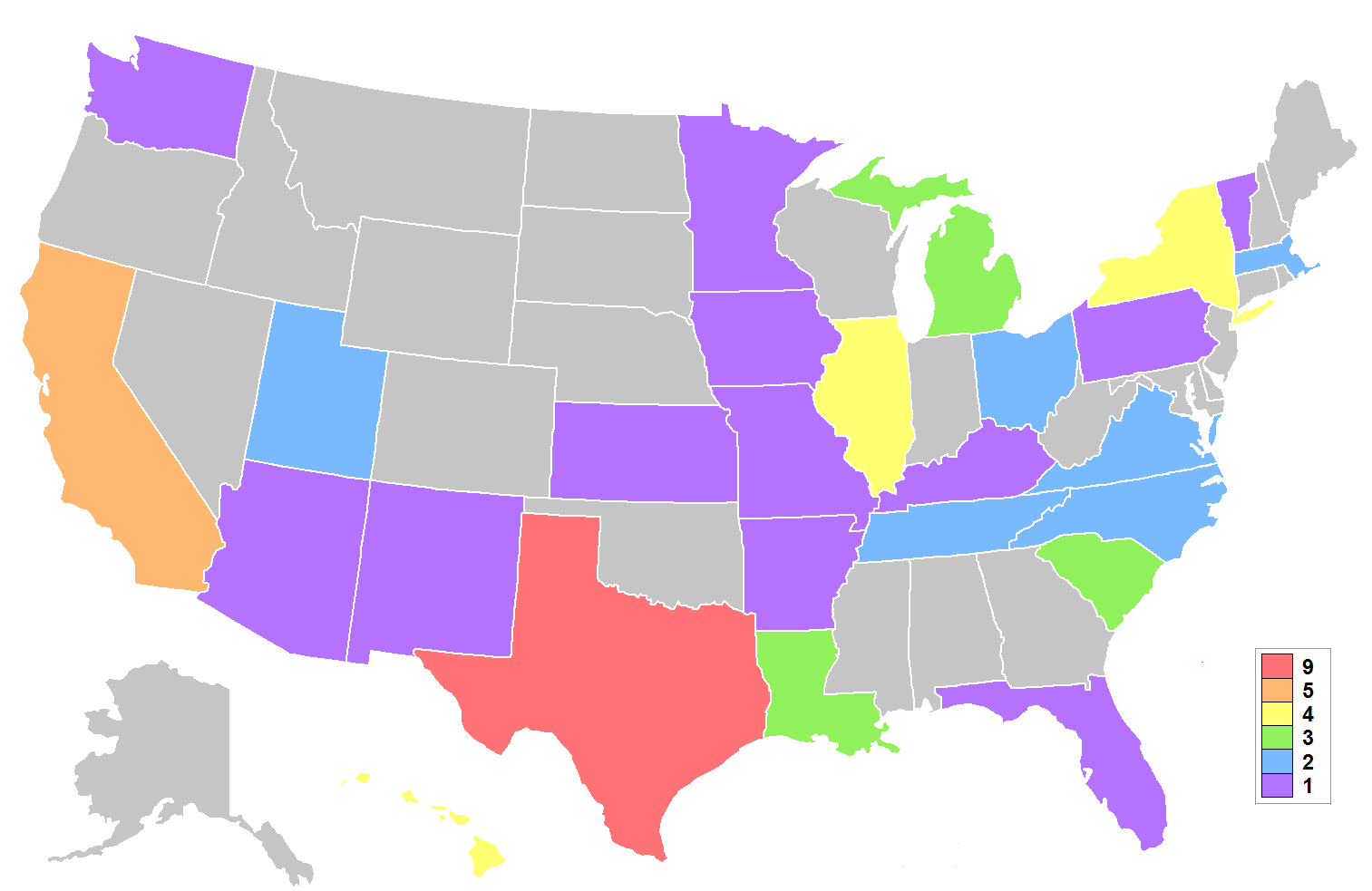
Počet vítězství podle států Unie.

^ Původně 1. vicemiss, která později nahradila vítězku, pokud vyhrála na Miss Universe (platí od roku 1961)

~ Nahradila sesazenou Miss USA